# Allisyn Ashley Arm
Allisyn Ashley Arm (Glendale (Californië), 25 april 1996) is een Amerikaans actrice. Ze maakte haar acteerdebuut in 2002 in de televisieserie Strong Medicine en haar filmdebuut twee jaar later in Eulogy. Ze verscheen ook in meer dan 50 reclames.
Van 2009 tot 2012 speelde ze Zora Lancaster in de Disney Channel-serie Sonny With a Chance.

## Filmografie

### Televisie
| Jaar      | Titel                                  | Rol                 | Notities                                 |
| --------- | -------------------------------------- | ------------------- | ---------------------------------------- |
| 2002      | Strong Medicine                        | Wendy Withers       | 1 aflevering: Outcomes                   |
| 2003      | Miracles                               | Amelia Wye          | 1 aflevering: Little Miss Lost           |
| 2003      | Friends                                | Leslie Buffay       | 1 aflevering: The One Where Ross Is Fine |
| 2003      | Judging Amy                            | Molly Maddox        | 1 aflevering: Ex Parte of Five           |
| 2003      | 10-8: Officers on Duty                 | Little Wailing Girl | 1 aflevering: Late for School            |
| 2005      | Still Standing                         | Ella                | 1 aflevering: Still Holding              |
| 2005      | Inconceivable                          | Lexie               | 1 aflevering: To Surrogate, with Love    |
| 2006      | Dive Olly Dive!                        | Beth                | 6 afleveringen                           |
| 2006      | Vanished                               | Violet              | 1 aflevering: Warm Springs               |
| 2007      | Back to You                            | Kind #1             | 1 aflevering: Gracie's Bully             |
| 2008      | Disney Channel's Totally New Year 2008 | Zichzelf            |                                          |
| 2009-2012 | Sonny With a Chance/So Random!         | Zora Lancaster      | Vaste rol                                |

### Films
| Jaar | Titel                   | Rol                 | Notities |
| ---- | ----------------------- | ------------------- | -------- |
| 1998 | The Cask of Amontillado | Montressors dochter |          |
| 2004 | Eulogy                  | Collins dochter     |          |
| 2005 | Man of the House        | Charlotte Tulaire   |          |
| 2007 | King of California      | Miranda - 9 jaar    |          |
| 2007 | Greetings from Earth    | Het kleine meisje   |          |
| 2007 | Mr. Woodcock            | Scout Meisje        |          |
| 2008 | Meet Dave               | Nerdy Meisje        |          |

## Overige links
- Officiële site
- (en)   Allisyn Ashley Arm in de Internet Movie Database